# Часовникова кула (Севлиево)
Часовниковата кула в Севлиево е най-старата запазена обществена постройка в града, архитектурен паметник на културата.
Според някои краеведи часовниковата кула е построена през 1777 г., други специалисти са на мнение, че на изписаната година по ислямския календар над входната ѝ врата съответства 1779 г. Върху камбаната е гравирана 1775 г.
Основата на кулата е изградена от камък в осмоъгълна форма. Над нея е дървена конструкция завършваща с купол, обшит с медни листа. Във вътрешността ѝ се намира камбаната. Каменни релефи изобразяват строителни инструменти, военни предмети, различни розети.
Върху часовниковата кула е поставена паметна плоча, отразяваща събитията от юли 1877 година, когато разузнавателни части от руската армия влизат в града и след импровизирано шествие, организирано от населението на града, хусарите сядат при градския часовник да си починат и да се нахранят.
През 1911, 1924 и 1965 г. се извършват ремонти или се поправя часовниковият механизъм.